# Vähjärvi
Vähjärvi eller Vahjärvi är en sjö i Finland. Den ligger i kommunen Fredrikshamn i landskapet Kymmenedalen, i den södra delen av landet, 140 km nordost om huvudstaden Helsingfors. Vähjärvi ligger 69 meter över havet. I omgivningarna runt Vähjärvi växer i huvudsak blandskog. Arean är 12,8 hektar och strandlinjen är 1,6 kilometer lång. Sjön  ingår i Summajokis huvudavrinningsområde. 